# Vermessungsämter in Deutschland
Die Vermessungsämter in Deutschland sind aufgrund der föderalen Strukturen auf Landesebene bzw. auf kommunaler Ebene organisiert. Eine zentrale Stelle für das amtliche Vermessungswesen in Deutschland besteht daher nicht. Das Bundesamt für Kartographie und Geodäsie nimmt Aufgaben des Bundes im Bereich der Kartographie und Geodäsie wahr, wobei für das Seekartenwesen das Bundesamt für Seeschifffahrt und Hydrographie zuständig ist.
Größere Kommunen unterhalten häufig ein eigenes  Vermessungsamt zur Wahrnehmung kommunaler Vermessungsfachaufgaben (z. B. für Ingenieurvermessungen oder zur Führung von Geoinformationssystemen), wobei je nach Bundesland das Liegenschaftskataster von einer staatlichen Behörde des Bundeslandes geführt wird (Beispiel: Landesvermessungsämter in Niedersachsen, Sachsen-Anhalt). In einer Reihe von Bundesländern sind die Aufgaben der Führung des Liegenschaftskatasters kommunalisiert, d. h. als Aufgabe auf die kommunalen Vermessungsämter übertragen worden (Beispiel: Nordrhein-Westfalen, Brandenburg).
Mehrere Länder haben die bisherige Bezeichnung aufgehoben und andere Bezeichnungen gefunden, die meist den Wortstamm Geo- enthalten (z. B. Amt für Geoinformation).
An den hoheitlichen Aufgaben im Bereich des Liegenschaftskatasters wirken – bis auf das Bundesland Bayern – die Öffentlich bestellten Vermessungsingenieure mit.

## Organisation
Nach dem Grundgesetz sind für das amtliche Vermessungswesen die Länder zuständig. Dies hat zur Folge, dass die Vermessungs- und Katasterverwaltungen von Land zu Land unterschiedlich organisiert sind.
| Bundesland             | Beschreibung |
| ---------------------- | --- |
| Baden-Württemberg      | Baden-Württemberg hat ein Landesamt für Geoinformation und Landentwicklung (LGL, bis 31. Dezember 2008: Landesvermessungsamt) als Oberbehörde und die 44 Land- und Stadtkreise als untere Vermessungsbehörden („Vermessungsämter“). Hinzu kommen weitere 13 Gemeinden mit städtischen Vermessungsämtern. Das LGL führt die Fachaufsicht über alle unteren Vermessungsbehörden. |
| Bayern                 | Bayern unterhält staatliche Vermessungsämter (seit 1. Januar 2014 Ämter für Digitalisierung, Breitband und Vermessung) unter der Aufsicht des Landesamtes für Digitalisierung, Breitband und Vermessung. |
| Berlin                 | In Berlin wird die Aufgabe durch die Vermessungsstellen der 12 Bezirksämter (Stadtentwicklungsamt, Fachbereich Vermessung) wahrgenommen. Siehe auch: Senatsverwaltung für Stadtentwicklung und Wohnen. |
| Brandenburg            | Brandenburg hat die Vermessungs- und Katasterämter kommunalisiert, sie jedoch in den staatlichen Aufgaben der Aufsicht des Innenministeriums unterstellt. Siehe auch: Landesvermessung und Geobasisinformation Brandenburg. |
| Bremen                 | Bremen hat die Aufgaben der Vermessungs- und Katasterverwaltung dem Landesamt GeoInformation Bremen übertragen. |
| Hamburg                | Hamburg hat die Aufgaben der Vermessungs- und Katasterverwaltung dem Landesbetrieb Geoinformation und Vermessung übertragen. |
| Hessen                 | Hessen unterhält sieben Bodenmanagementbehörden, in denen die Aufgaben der Vermessung und der Flurneuordnung zusammengefasst sind, unter der Aufsicht des Landesamtes für Bodenmanagement und Geoinformation. |
| Mecklenburg-Vorpommern | Mecklenburg-Vorpommern hat die Vermessungs- und Katasterbehörden bei den Landräten und Oberbürgermeistern der kreisfreien Städte unter der Aufsicht des Landesamtes für innere Verwaltung eingerichtet. |
| Niedersachsen          | Niedersachsen kennt Katasterämter als örtliche Dezernate im Landesamt für Geoinformation und Landesvermessung Niedersachsen. |
| Nordrhein-Westfalen    | Nordrhein-Westfalen hat die Aufgabe des Liegenschaftskatasters kommunalisiert. Bei den Kreisen und kreisfreien Städten sind Fachbereiche Vermessung und Kataster eingerichtet. Landesoberbehörde ist die Bezirksregierung Köln, in welche das Landesvermessungsamt Nordrhein-Westfalen als Abteilung 7 – Geobasis NRW seit dem 1. Januar 2008 integriert ist.                  |
| Rheinland-Pfalz        | Rheinland-Pfalz unterhält Vermessungs- und Katasterämter unter der Aufsicht des Landesamtes für Vermessung und Geobasisinformation. |
| Saarland               | Das Saarland nimmt die Aufgaben durch das Landesamt für Vermessung, Geoinformation und Landentwicklung und seiner Außenstelle wahr. Geodaten werden im GeoPortal Saarland angeboten. |
| Sachsen                | Sachsen hat 13 untere Vermessungsbehörden bei den Landkreisen und kreisfreien Städten unter der Aufsicht des Staatsbetriebs Geobasisinformation und Vermessung Sachsen (GeoSN). |
| Sachsen-Anhalt         | Sachsen-Anhalt nimmt die Aufgabe durch das Landesamt für Vermessung und Geoinformation (LVermGeo) und seine Regionalbereiche wahr. |
| Schleswig-Holstein     | Schleswig-Holstein nimmt die Aufgabe durch das Landesamt für Vermessung und Geoinformation (LVermGeo SH) als Landesoberbehörde wahr und ist dem Innenministerium unterstellt. |
| Thüringen              | Thüringen hat alle Vermessungsämter im Landesamt für Vermessung und Geoinformation (TLVermGeo) zusammengefasst. Die bis zum 1. April 2004 eigenständigen Katasterämter wurden in acht Katasterbereiche mit Dienststellen gegliedert. |

## Aufgaben
Die durchzuführenden Aufgaben sind, auch bei unterschiedlichen Bezeichnungen, recht ähnlich:
- Die Führung des Liegenschaftskatasters, im klassischen Sinne die Katasterkarten (Liegenschaftskarten/Flurkarten), die Katasterbücher (Liegenschaftsbücher) und das Vermessungszahlenwerk (Ergänzungskarten, Vermessungsrisse). Die Bücher und Karten werden heute als Datensätze im Computer (Geodaten) geführt, allerdings sind analoge Unterlagen aus früherer Zeit häufig wichtige Urkunden und werden daher in den Archiven der Vermessungsämter weiterhin gelagert. Bei dem Vermessungszahlenwerk werden die zugrundeliegenden Urkunden ebenfalls analog vorgehalten; in zunehmenden Umfang werden diese jedoch mit Dokumentenmanagementsystemen in digitaler Form zur Nutzung bereitgestellt.
- Die Katastervermessung (z. B.  Fortführungsvermessungen und Grenzfeststellungen an  Flurstücken).
- Die technische Bearbeitung von Bodenordnungsverfahren (z. B. Umlegung nach dem Baugesetzbuch oder Flurbereinigungen nach dem Flurbereinigungsgesetz).

Dazu zählt im Detail:
- Die Auswertung der Vermessungen
  - die Erhebung bzw. Berechnung der Flurstücksgrenzen,
  - erforderlichenfalls ihre Absteckung und Abmarkung sowie
  - die Erteilung von Grenzbescheinigungen
- Die Kartierung aller Liegenschaften (Gebäude und Flurstücke) in Form der Katasterkarte (auch: Liegenschaftskarte, Flurkarte, Katasterplan)
  - die Flurstücke mit Beschreibungen (Größe der Fläche, Nummern, Nutzungsart(en), Nutzungsklassen usw.) zu versehen,
  - d. h. mit Attributen im Sinn eines Landinformationssystems (LIS) bzw. Geoinformationssystems,
- Die Fortführung des Katasters (Aktualisierung)
  - die Fertigung bzw. Fortschreibung der schriftlichen Katasterunterlagen, insbesondere des Liegenschaftsbuchs, und sonstiger Urkunden
  - d. h. heute: die Veränderungen dauerhaft in den Datenbanken des Liegenschaftskatasters zu speichern,
  - im Fall von Veränderungen an Grundstücken Mitteilungen (Fortführungsnachweise) und Benachrichtigungen an die Eigentümer und das Grundbuchamt zu erstellen
- Katasterkarten bzw. Katasterpläne der Allgemeinheit gegen Gebühr zur Verfügung zu stellen.

## Flurstücks- und Eigentümerverzeichnis
Die Auszüge aus dem Liegenschaftskataster sind heute Datenbankabfragen zu Flurstücken aus ALKIS und werden automatisch erstellt. Das Liegenschaftskataster beschreibt die Grundstücke mit ihrem raumbezogenen bzw. katasterrelevanten Attributen (Flurstück) und ist insofern vom Grundbuch, das vorrangig Eigentums- und sonstige Rechtsverhältnisse dokumentiert, zu unterscheiden.

## Katasterkartenwerk
Das Katasterkartenwerk (Flurkarten) wurde meist im Maßstab 1:500 bis 1:2500 (im Hochgebirge auch 1:5000) angelegt. Wo eventuell noch ältere, grafisch bzw. mit Messtisch erstellte Katasterpläne in Gültigkeit sind (teilweise 1:1440 oder 1:2880), werden sie in die neueren Maßstäbe übergeführt und neu vermessen. Als Bezugssystem dient das jeweilige amtliche Lagebezugssystem der Landesvermessung.
Mit Einzug der Rechnertechnik in das Katasterwesen wurde auf die Automatisierte Liegenschaftskarte (ALK) umgestellt. Sie entsteht nicht mehr als kartographisches Produkt, sondern wird aus den in den Datenbanken des Liegenschaftskatasters gespeicherten Objekten automatisch generiert. Allerdings liegt die ALK in vielen Bundesländern noch nicht flächendeckend mit ausreichender Genauigkeit vor (z. B. wenn sie durch graphische Digitalisierung erzeugt wurde), um als Grundlage für Katastervermessungen (Katasternachweis) zu dienen, sodass häufig noch auf analoge Unterlagen (Karten, Risse, Messurkunden) zurückgegriffen werden muss.

## Katastervermessung
Katastervermessungen (Grundstücksvermessungen, Liegenschaftsvermessungen) dienen meist der Überprüfung von Flurstücksgrenzen (Grenzfeststellung) einschließlich der Abmarkung, der Zerlegung und Verschmelzung von Flurstücken sowie zur Aufnahme von Gebäuden und Nutzungsarten für das Liegenschaftskataster.
In Bayern wurden früher Feldgeschworene mit der Vermessung betraut. Bis heute sind Angehörige dieser Gruppe in Bayern mit der Abmarkungshandlung in enger Zusammenarbeit mit den Vermessungsämtern beschäftigt. Neben den Katasterverwaltungen sind in allen Ländern mit Ausnahme Bayerns auch Öffentlich bestellte Vermessungsingenieure mit der technischen Vermessung und Dokumentation der Messergebnisse beauftragt.
Über die eigentliche Katastervermessung hinaus haben Vermessungsämter auch Aufgaben in der Grundlagenvermessung zu erfüllen und das Festpunktnetz (Fix- und Einschaltpunkte des Vermessungsnetzes) intakt zu halten. Diese Aufgabe verliert jedoch mit dem fortschreitenden Einsatz der Satellitenmesstechnik (z. B. mittels GPS bzw. SAPOS) zunehmend an Bedeutung.